# Procolophonomorpha
Procolophonomorpha é uma controversa ordem de répteis que inclui inúmeras formas pré-históricas, dentre elas os animais normalmente aceitos como os ancestrais das modernas tartarugas. Se isso for verdade então as tartarugas são os únicos representantes vivos da ordem.
É aí que surge a controvérsia, pois caso as tartarugas tenham evoluído de animais dessa ordem, elas devem ser consideradas parte dos Procolophonomorpha, mas caso essa ideia esteja errada, como sugerem alguns cientistas, então as tartarugas não pertencem aos Procolophonomorpha e a ordem portanto será considerada extinta.

## Classificação
- Classe Sauropsida
  - Subclasse Anapsida (ou Parareptilia)
    - Ordem Procolophonomorpha
      - Superfamília Lanthanosuchoidea
        - Família Acleistorhinidae
        - Família Lanthanosuchidae

      - Subordem Procolophonia
        - Família Nycteroleteridae (parafilético)
        - Família Rhipaeosauridae (parafilático)
          - Infraordem Procolophoniformes
            - Superfamília Procolophonoidea
              - Família Owenettidae (parafilético)
              - Família Procolophonidae
              - Família Sclerosauridae

            - Superfamília Pareiasauroidea (parafilético?)
              - Pareiasauridae

            - Ordem Chelonia (tartarugas)